# Anatoli Losgin
Anatoli Losgin –en ruso, Анатолий Лузгин– (28 de julio de 1931) es un deportista soviético que compitió en remo como timonel.
Ganó una medalla de plata en el Campeonato Mundial de Remo de 1966 y dos medallas de oro en el Campeonato Europeo de Remo, en los años 1964 y 1965.

## Palmarés internacional
| Campeonato Mundial | Campeonato Mundial       | Campeonato Mundial | Campeonato Mundial |
| Año                | Lugar                    | Medalla            | Prueba             |
| ------------------ | ------------------------ | ------------------ | ------------------ |
| 1966               | Bled (Yugoslavia)        | Medalla de plata   | Cuatro con timonel |
| Campeonato Europeo |                          |                    |                    |
| Año                | Lugar                    | Medalla            | Prueba             |
| 1964               | Ámsterdam (Países Bajos) | Medalla de oro     | Cuatro con timonel |
| 1965               | Duisburgo (RFA)          | Medalla de oro     | Cuatro con timonel |